# Élections législatives belges de 1958
Les élections législatives du 1er juin 1958 permirent de renouveler la Chambre des représentants de Belgique ainsi que le Sénat.
Le PSC est le grand gagnant de cette élection, atteignant presque la moitié des sièges. Le nombre de voix récoltées, proche des 2,5 millions, est un record dans l'histoire politique belge, invaincu depuis.

## Résultats

### Chambre des représentants[1]
| Parti                    | Parti                     | Voix      | %    | Sièges | +/– |
| ------------------------ | ------------------------- | --------- | ---- | ------ | --- |
|                          | PSC-CVP                   | 2 465 549 | 46,5 | 104    | +9  |
|                          | PSB-BSP                   | 1 897 646 | 35,8 | 84     | -2  |
|                          | PL-LP                     | 585 999   | 11,1 | 21     | -4  |
|                          | Cartel libéral-socialiste | 111 284   | 2,1  | 5      | 0   |
|                          | VU                        | 104 823   | 2,0  | 1      | 0   |
|                          | PCB-KPB                   | 100 145   | 1,9  | 2      | -2  |
|                          | Autres partis             | 272 774   | 4,9  | 0      | -1  |
|                          | Blancs et non valides     | 272 774   | –    | –      | –   |
|                          | Total                     | 5 575 127 | 100  | 212    | 0   |
| Source : Nohlen & Stöver |                           |           |      |        |     |

### Sénat
| Parti                   | Parti                     | Voix      | %    | Sièges | +/– |
| ----------------------- | ------------------------- | --------- | ---- | ------ | --- |
|                         | PSC-CVP                   | 2 478 153 | 47,1 | 53     | +4  |
|                         | PSB-BSP                   | 1 886 242 | 35,9 | 40     | -2  |
|                         | PL-LP                     | 574 230   | 10,9 | 10     | -1  |
|                         | Cartel libéral-socialiste | 111 299   | 2,1  | 2      | 0   |
|                         | PCB-KPB                   | 100 788   | 1,9  | 1      | -1  |
|                         | VU                        | 84 364    | 1,6  | 0      | 0   |
|                         | Autres partis             | 23 953    | 0,5  | 0      | 0   |
|                         | Blancs et non valides     | 320 096   | –    | –      | –   |
|                         | Total                     | 5 579 125 | 100  | 106    | 0   |
| Source: Nohlen & Stöver |                           |           |      |        |     |